# Левиці (округ)
О́круг Левиці (словац. okres Levice) — округ (okres, район) в Нітранському краї, південно-західна Словаччина. Площа округу становить — 1 551,1 км², на якій проживає — 117 765 осіб (31.12.2009). Середня щільність населення становить — 75,92 осіб/км². Адміністративний центр округу — місто Левиці, у якому проживає 35 217 жителів.

## Історія

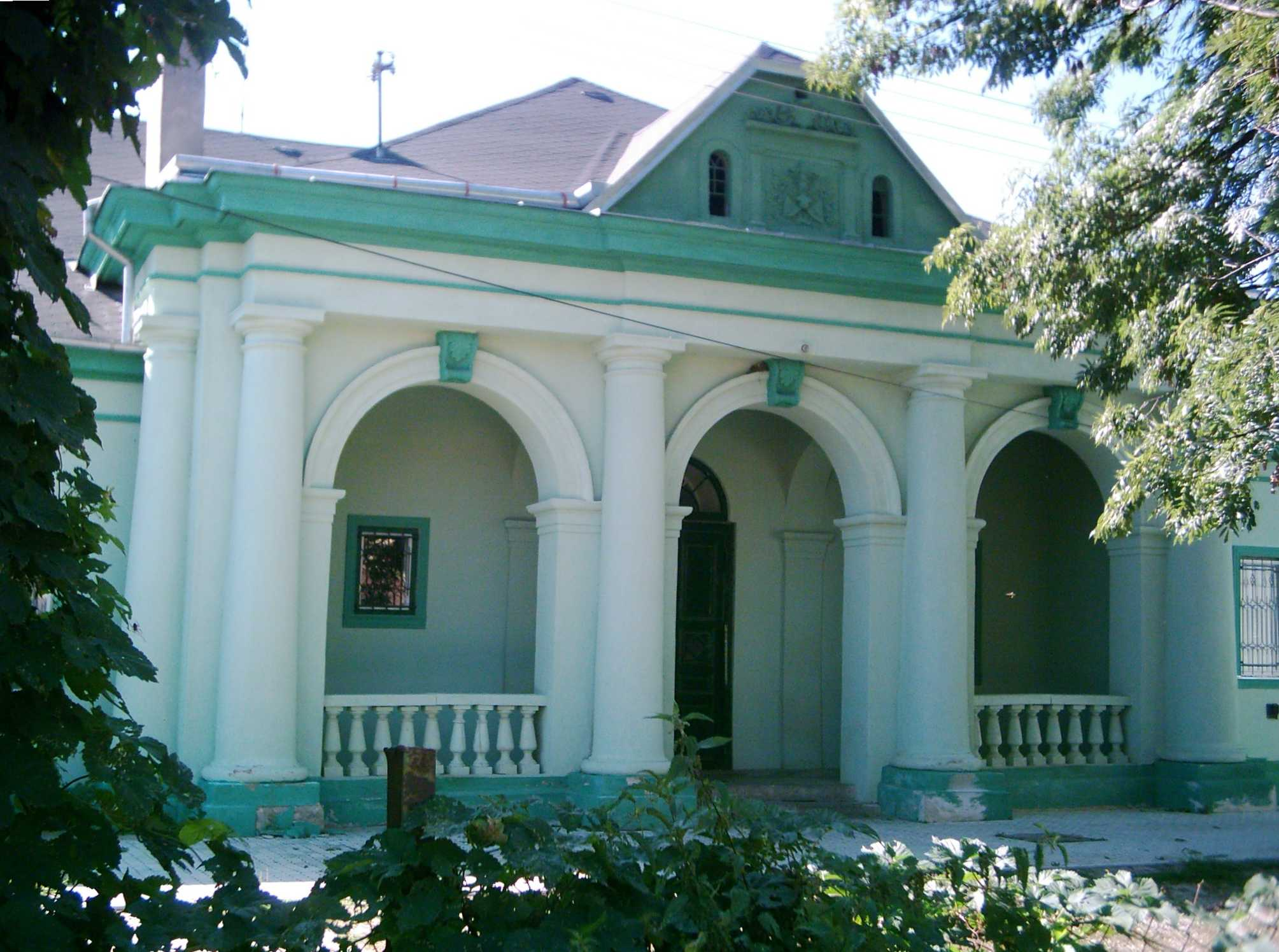
Село Плаштьовце.
Дім скаутів

До 1918 року округ належав Угорському королівству. Західна частина його входила до складу історичної області (комітату) Теков (Барш), східна — до складу комітату Гонт, а невелика південна (село Фарна) — до складу комітату Естергом.
В сучасному вигляді округ був утворений 1996 року під час адміністративно-територіальної реформи Словацької Республіки, яка набула чинності 24 липня 1996 року.

## Географія

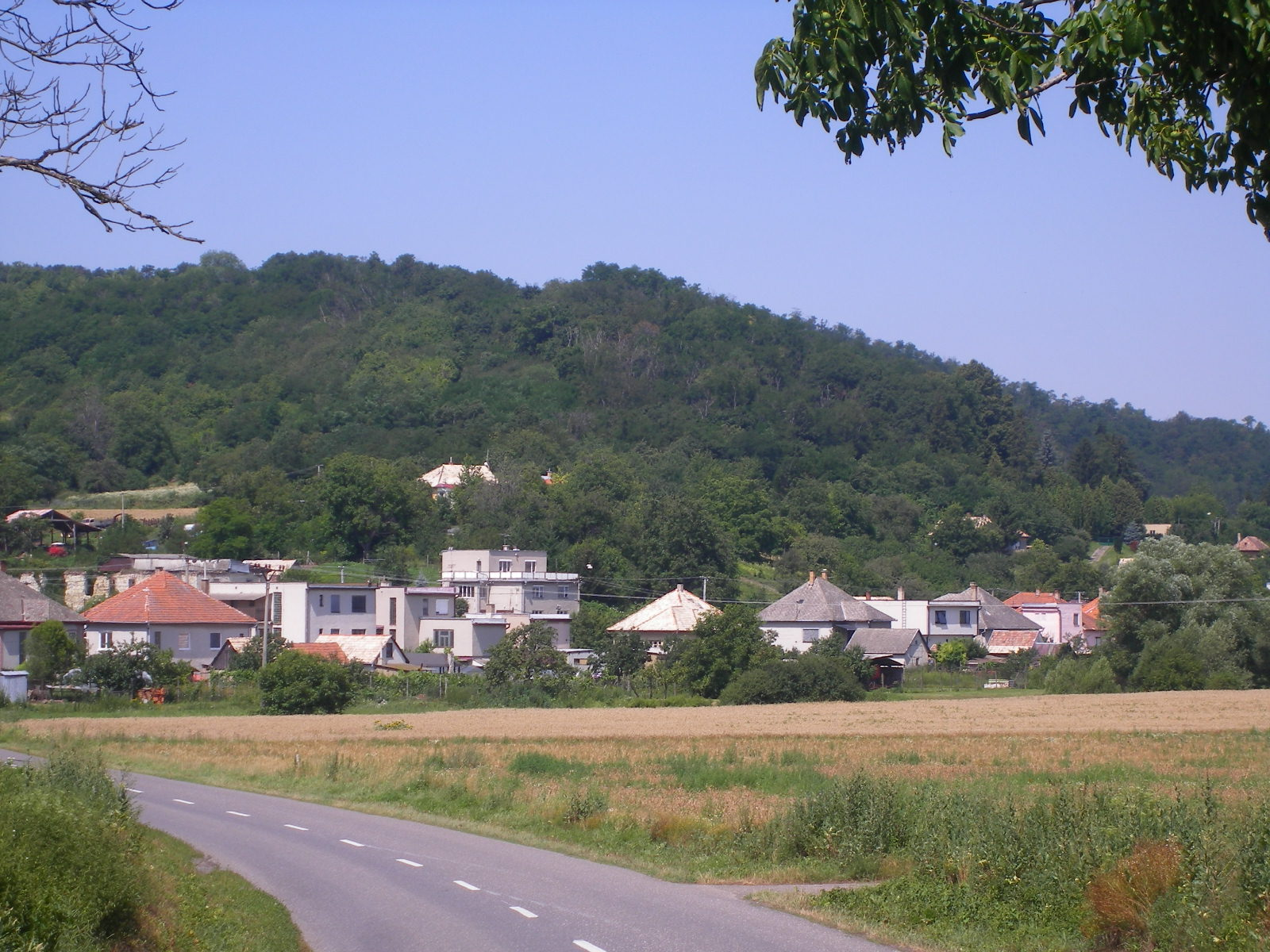
Вид на село Саздиці

Округ розташований на сході Нітранського краю, у південно-західній частині Словаччини. Він межує з округами: на півдні і заході — Нове Замки, на північному заході Нітра і Злате Моравце (всі округи Нітранського краю); на північному заході — півночі — Жарновіца, на північному сході — Банська Штявниця і Крупіна, на сході — Вельки Кртіш (всі округи Банськобистрицького краю); на південному сході округ межує із Угорщиною.
Територією округу протікають річки Грон і Іпель — ліві притоки Дунаю. Розташовані Бзовицькі пагорби; Гронські пагорби; Дачоломська полонина; Іпельські пагорби та Модрокаменські схили.

## Статистичні дані

### Населення
| Рік:            | 1994.   | 2004.   | 2014.   | 2024.   |
| --------------- | ------- | ------- | ------- | ------- |
| Кількість осіб: | 121 113 | 119 018 | 113 511 | 107 992 |
| Різниця:        |         | -1,72 % | -4,62 % | -4,86 % |

| Рік:            | 2023.   | 2024.   |
| --------------- | ------- | ------- |
| Кількість осіб: | 108 479 | 107 992 |
| Різниця:        |         | -0,44 % |

### Національний склад
Національний склад округу, за офіційними даними, є поліетнічним. Основну частину населення тут становлять словаки і угорці, понад 96 %, всі інші національності складають менше 4 % від усієї кількості населення округу.
Дані по національному складу населення округу Левіце на 31 грудня 2010 року:

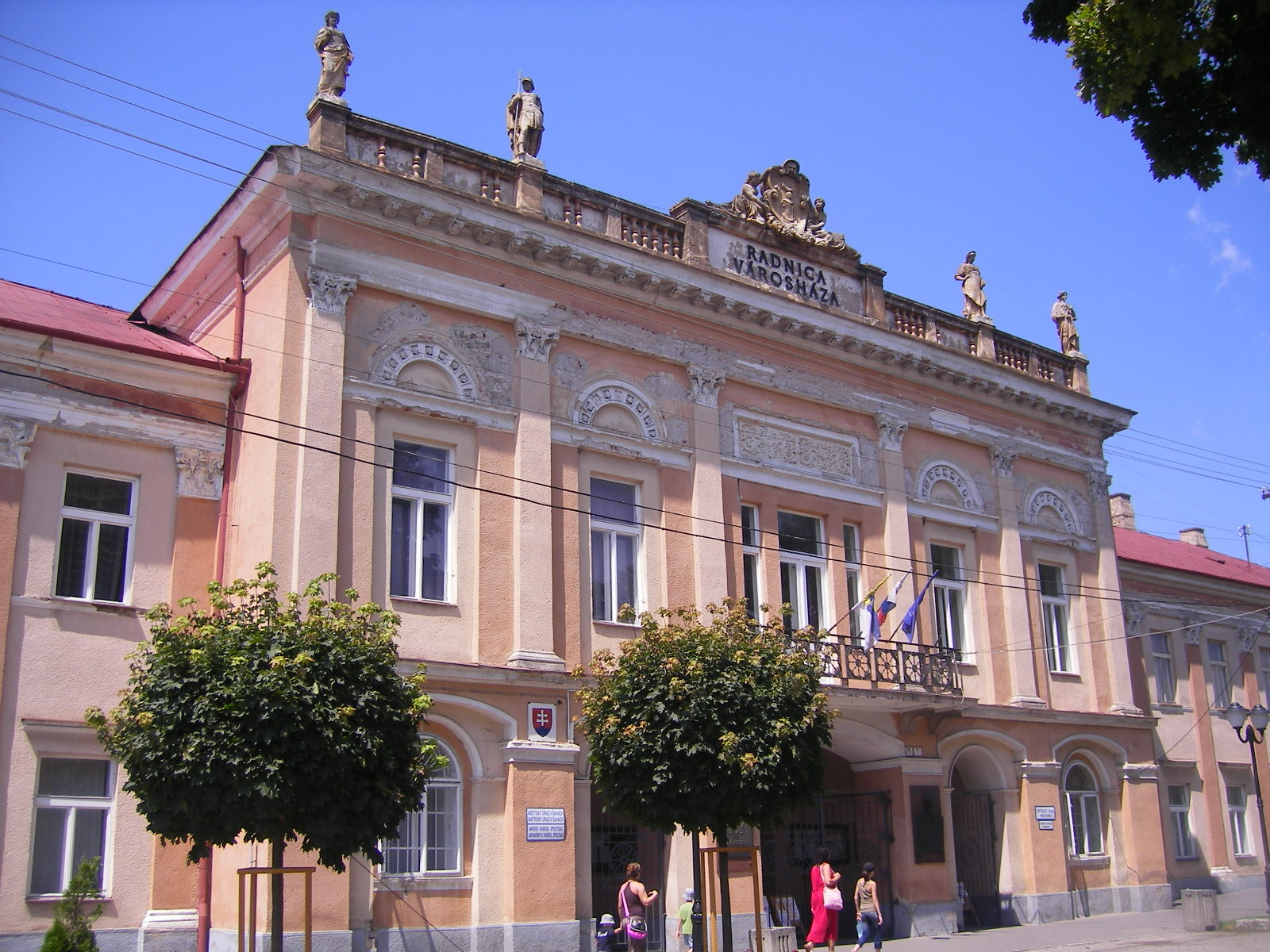
Ратуша в місті Шаги

- словаки — 69,93 %
- угорці — 26,62 %
- роми — 1,06 %
- чехи — 0,87 %
- поляки — 0,09 %
- українці — 0,08 %
- інші національності — 1,35 %

### Конфесійний склад 2001
- католики — 69,1 %
- лютерани — 7,5 %
- реформати — 6,0 %
- інші релігії та атеїсти  — 17,4 %

## Адміністративний поділ
Округ складається із 89 громад (населених пунктів): 85 сіл і 4 міста.

### Міста:
- Левіце
- Железовці
- Тлмаче
- Шаги

### Села:
Байка • Батовце • Беша • Богуниці • Бори • Брхловце • Б'єловце • Вельке Козмаловце • Вельке Лудінце • Вельке Туровце • Вельки Дюр • Вишковце-над-Іпльом • Вишне-над-Гроном • Гоковці • Гонтянська Врбиця • Гонтьянське Трстяни • Горна Сеч • Горне Семеровце • Горне Туровце • Горни П'яль • Грковце • Гроновце • Гронське Клячани • Гронске Косіги • Девічани • Демандиці • Долна Сеч • Долне Семеровце • Долни П'ял • Домадиці • Држениці • Єсенске • Жемберовце • Жемляре • Залаба • Збройніки • Іня • Іпельське Уляни • Іпельськи Соколец • Кална-над-Гроном • Кеть • Козаровце • Кршкани • Кубаньово • Кукучінов • Кураляни • Лок • Лонтов • Лула • Малаш • Мале Козмаловце • Мале Лудінце • Митне Лудани • Нова Дєдіна • Нови Теков • Нировце • Ондрейовце • Пастовце • Печеніце • Плаве Возокани • Плаштьовце • Погронски Русков • Подлужани • Пуканец • Рибнік • Саздиці • Сантовка • Сікеніца • Слатіна • Стари Градок • Стари Теков • Тегла • Тековське Лужани • Тековськи Градок • Тупа • Тура • Углиська • Фарна • Чайков • Чака • Чата • Шалов • Шаровце • Юр-над-Гроном • Яблоньовце